# Arnold Goodman, Baron Goodman

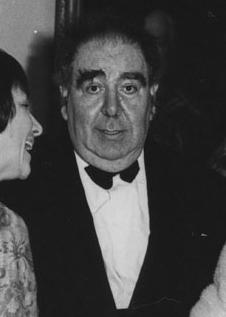
Arnold Goodman, Baron Goodman (1974)

Arnold Abraham Goodman, Baron Goodman CH (* 21. August 1913 (andere Angaben: 1915) in London; † 12. Mai 1995 ebenda) war ein britischer Politiker, der 1965 als Life Peer aufgrund des Life Peerages Act 1958 Mitglied des House of Lords wurde und der als Vorsitzender des britischen Kunstrates (Arts Council of Great Britain) zwischen 1965 und 1972 maßgeblichen Einfluss auf das kulturelle Leben hatte. Darüber hinaus wurde er bei mehreren politischen Krisen und Konflikten als Unterhändler eingesetzt.

## Leben

### Herkunft, Studium und Solicitor
Goodman stammte mütterlicherseits von jüdischen Einwanderern aus Litauen ab und war Sohn eines Textilkaufmanns sowie einer zionistischen Lehrerin. Nach dem Besuch der Grammar School in Hampstead begann er zunächst ein Studium der Wirtschaftswissenschaften am University College London (UCL), wechselte dann aber nach einer Vorlesung von Hugh Gaitskell die Fachrichtung und studierte anschließend Rechtswissenschaften. Daneben absolvierte er ein Praktikum in der von der Anwaltskammer (Inns of Court) von Gray’s Inn zugelassenen Anwaltskanzlei Rubinstein Nash, die sich auf literatur- und theaterrechtliche Streitigkeiten spezialisiert hatte.
Nachdem er sein Studium am University College mit einem Master of Laws (LL.M.) und das Examen zum Solicitor mit Auszeichnung abgeschlossen hatte, absolvierte er zwischen 1933 und 1935 ein zweijähriges postgraduales Studium der Fächer Römisches Recht und Recht der Niederlande am Downing College der University of Cambridge.
1935 trat Goodman der ebenfalls bei Gray’s Inn zugelassenen Kanzlei Royalton Kisch bei und wirkte dort unter anderem an der Prozessführung gegen die Croydon Corporation wegen der Beteiligung an der Verbreitung einer Typhusepidemie mit. Daneben hielt er einmal wöchentlich eine freie Rechtsberatung in der Commercial Road in Stepney ab.

### Zweiter Weltkrieg und Nachkriegszeit
Im Juli 1939 trat Goodman freiwillig seinen Militärdienst in der Territorialarmee an und diente dort unter dem Kommando des Archäologen Mortimer Wheeler in der 48th Light Aircraft Battery, in der er zuletzt zum Quartermaster-Sergeant befördert wurde. Aufgrund von Asthma und Übergewicht nahm er jedoch nicht an Auslandsverwendungen teil wie im Kampf gegen die Kaiserlich Japanische Armee bei deren Invasion auf Java, sondern diente bis zum Ende des Zweiten Weltkrieges beim Royal Ordnance Corps im Südkommando der British Army.
Durch seine Bekanntschaft zum Labour-Politiker George Wigg wurde ihm bei den Unterhauswahlen vom 5. Juli 1945 eine Kandidatur angeboten, die er jedoch ablehnte. Der daraufhin eingesetzte Ersatzkandidat gewann das Abgeordnetenmandat im House of Commons.
Kurz darauf wurde er im Rang eines Major aus dem aktiven Militärdienst entlassen und nahm seine Tätigkeit als Solicitor in der Kanzlei Royalton Kisch wieder auf. Daneben war er als Prüfer für The Law Society sowie als Lecturer an der University of Cambridge tätig. Nach dem Tod von Ronald Rubinstein kehrte er zu Kanzlei Rubinstein Nash zurück, ehe er 1954 zusammen mit einem Freund aus der Kriegsdienstzeit unter dem Namen Goodman Derrick eine eigene Anwaltskanzlei gründete.
Nach dem Anstieg kommerzieller Fernsehsender konzentrierte sich die Kanzlei auf diese neue Mandantschaft. Des Weiteren pflegte er Kontakte zur Filmwirtschaft wie zum Beispiel zu dem Filmproduzenten Sidney Bernstein und überarbeitete in dessen Produktionen unter anderem Prozessszenen in Filmen wie 1955 in So etwas lieben die Frauen (The Constant Husband) von Sidney Gilliat mit Rex Harrison, Kay Kendall und Margaret Leighton. 1958 war er an der Gründung des Fernsehsenders Television Wales and the West (TWW) beteiligt, was letztlich auch zu einer Zusammenarbeit mit dem Fernsehsender ITV Granada führte.

### Kontakte zur Labour Party und Oberhausmitglied

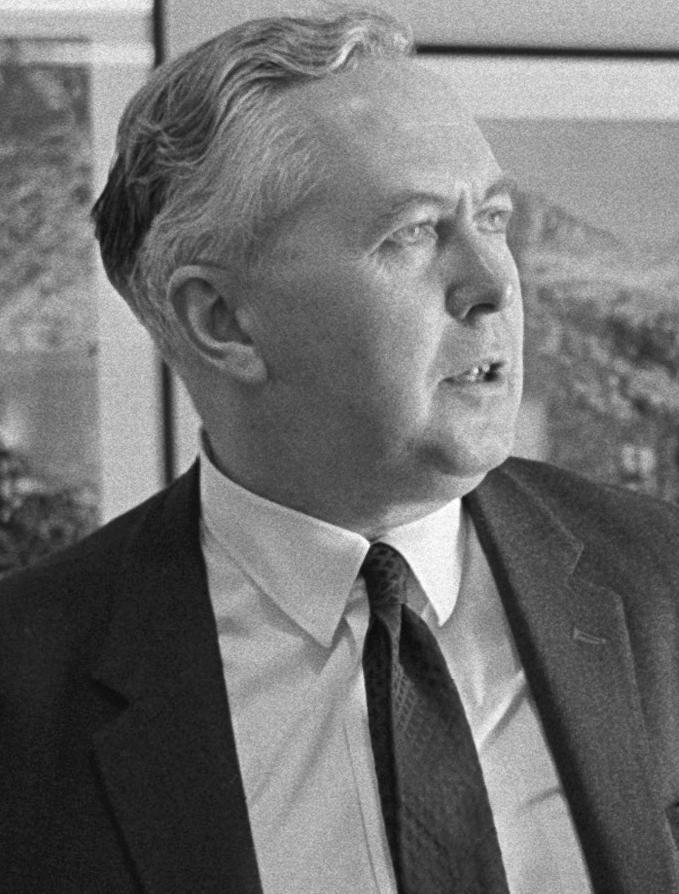
Premierminister Harold Wilson, der Goodman 1965 für die Verleihung einer Life Peerage vorschlug

Gleichzeitig baute er seine Kontakte zu Politikern der Labour Party wie Aneurin Bevan, Morgan Phillips und Richard Crossman. Ende der 1950er Jahre beriet er auch den Vorsitzenden der Labour Party, Hugh Gaitskell, in Fragen der Reform des Bodenrechts. Nach Gaitskells Tod gewann Goodman schnell das Vertrauen von Harold Wilson, Gaitskells Nachfolger als Vorsitzender der Labour Party und Führer der Opposition. Nach dem Wahlsieg der Labour Party bei den Unterhauswahlen am 15. Oktober 1964 wurde er Berater des nunmehrigen Premierminister Harold Wilson in Fragen der Zukunft des Royal Philharmonic Orchestra. 
Aufgrund seiner persönlichen Bekanntschaften zu Politikern der Labour Party nahm er 1964 wesentlichen Einfluss auf die Gesetzgebung der Regierung unter Premierminister Wilson für Sicherheit von Mietern durch die Formel der „Fair Rents“ und die Einsetzung von Verwaltungsmitarbeitern, die Mieter bei der Durchsetzung dieser gerechten Mieten unterstützen sollten.
Durch ein Letters Patent vom 20. Juli 1965 wurde Goodman auf Vorschlag von Premierminister Wilson gemäß dem Life Peerages Act 1958 als Life Peer mit dem Titel Baron Goodman, of the City of Westminster, in den Adelsstand erhoben und gehörte damit bis zu seinem Tod dem House of Lords als Mitglied an. Bald darauf wurde Goodman Vorsitzender der Filmproduktionsgesellschaft und Filmverleihers British Lion Films sowie von Charter Film Productions.

### Vorsitzender des Britischen Kunstrates
1965 übernahm er als Nachfolger von John Fremantle, 4. Baron Cottesloe das Amt des Vorsitzenden des Arts Council of Great Britain und bekleidete diese Funktion bis zu seiner Ablösung durch Patrick Gibson, Baron Gibson 1972. Als Vorsitzender des Kunstrates setzte er sich nachhaltig für die Förderung der Kunst, hatte aber zugleich auch Einfluss auf Bereiche wie Tageszeitungen, Theater, Kino und Hochschulen. Aufgrund dieses weitreichenden Einflusses auf das
kulturelle Leben wurde er als „Vorsitzender für fast alles“ (‚Chairman of almost everything‘) bezeichnet. Unter seinem Vorsitz schuf der Kunstrat das Theater-Zensurkomitee (Theatre Censorship Committee), das für eine Probephase von fünf Jahren jegliche Zensur bei Theaterstücken aussetzte. Bereits durch das 1968 verabschiedete Theatergesetz wurde Obszönität als ausschließliche Grundlage für einen Zensureingriff in Theateraufführungen eingeführt.
Des Weiteren verstand er es, in seiner Funktion als Vorsitzender des Arts Council öffentliche Mittel auszuschöpfen und fand es andererseits empörend, dass der Ausschuss des House of Commons für öffentliche Konten (Public Accounts Committee) ihn befragte sowie das Ministerium für Bildung und Wissenschaft (Department of Education and Science) Ausgabelisten des Kunstrates abzeichnen musste. In seinen 1993 erschienenen Memoiren Tell Them I’m On My Way schrieb er hierzu:
„Meine eigene Beziehung, die ich zu Schatzkanzler (Chancellors of the Exchequer) Roy Jenkins habe, macht ihn mir greifbar für Diskussionen über Voranschläge und jedwede Kürzungen von diesen.“
‚My own relationship with the Chancellor of the Exchequer, Roy Jenkins, made him available to me for discussions about estimates and any reductions of them.‘
Während seiner Zeit als Vorsitzender des Kunstrates gelang ihm außerdem in Zusammenarbeit mit der Kunstministerin (Minister of the Arts) der Labour-Regierung Jennie Lee 1969 die Gründung von The Open University, die Kurse, Zertifikate, Diploma und Universitätsabschlüsse wie den Bachelor, Bachelor (Honours), Master und philosophiae doctor (PhD) im Fernstudium anbietet. Hingegen kam es mit Lees Nachfolger, David McAdam Eccles, 1. Viscount Eccles, der 1970 in der konservativen Regierung Heath Kunstminister wurde, zu heftigen Auseinandersetzungen über unterschiedliche Ansichten zur Förderung kontrovers diskutierter Bühnenwerke und Ausstellungen.

### Diplomatischer Unterhändler
1968 half Baron Goodman beim Zustandekommen eines Treffens von Premierminister Wilson von der Labour Party mit Ian Smith, dem damaligen Premierminister von Rhodesien, über die Lage in Rhodesien. Drei Jahre später arbeitete er 1971 für Edward Heath, den Premierminister der Conservative Party, bei der Aushandlung eines Übereinkommens mit Smith, das viele von Goodmans Freunden aus der Labour Party als einen Betrug an der schwarzafrikanischen Bevölkerungsmehrheit in Rhodesien betrachteten und das nach Beratungen in der Friedenskommission mit überwältigender Mehrheit abgelehnt wurde, was Goodman auf eine schlechte Beratung durch das Foreign and Commonwealth Office zurückführte. Auf Vorschlag von Premierminister Heath wurde er 1972 Mitglied des auf 65 Personen beschränkten Order of the Companions of Honour berufen.
Goodman war auch führend bei der 1960 beschlossenen Gründung des Royal National Theatre und war zwischen 1968 und 1982 Mitglied des Vorstandes nach dessen Eröffnung 1967. Als solcher wirkte er nachhaltig bei der Führung des Theaters mit, in der Phase des krankheitsbedingten Rücktritts von Laurence Olivier als künstlerischer Leiter 1973.

### Unternehmerisches und gesellschaftliches Engagement
Weiterhin fungierte Goodman zwischen 1970 und 1976 als Vorsitzender der Vereinigung der Zeitungsverleger (Newspaper Publishers Association) und war ferner Präsident des Theaterbeirates (Theatres Advisory Council), der Theaterinvestitionsstiftung (Theatres Investment Trust) sowie der Theaterstiftung (Theatres Trust) von 1976 bis 1987, deren Präsident er anschließend bis 1995 war. Neben einem weiteren Engagement als Mitglied des Verwaltungsrates des Royal Shakespeare Theatre war er auch Vorstandsmitglied des Royal Opera House und Vorsitzender der English National Opera zwischen 1977 und 1986, ehe er danach bis zu seinem Tod deren Präsident war.
1972 wurde Goodman Gründungsvorsitzender der Unternehmer-Vereinigung für Kunstförderung (Association for Business Sponsorship of the Arts) und 1973 zum Vorsitzenden der Wohnungsbauvereinigung (Housing Corporation) und der Nationalen Bauagentur (National Building Agency) berufen. Goodman, der zwischen 1972 und 1985 Präsident der Nationalen Bücherliga (National Book League) war, fungierte von 1976 und 1991 als stellvertretender Vorsitzender des British Council. In dieser Funktion leitete er in den 1970er Jahren auch einen Ausschuss zur Untersuchung des Wohltätigkeitsrechts.
Als Vorsitzender der Geschäftsführung der Wochenzeitung The Observer zwischen 1967 und 1976 verhandelte er eine Reduzierung der Mitarbeiter im Druckbereich um 25 Prozent und wirkte 1976 maßgeblich am Verkauf der Zeitung durch die Nachfolger von William Waldorf Astor, 1. Viscount Astor an die Atlantic Richfield Company mit. Eine eigene Übernahme der Funktion als Herausgeber von The Observer lehnte er jedoch zuvor mit folgenden Worten ab:
„Ich wollte immer Tänzer beim Bolschoi-Ballett werden. Ich weiß, dass ich das gekonnt hätte. Ich weiß, dass ich gut gewesen wäre. Das Tragische ist jedoch, dass niemand sonst meiner Meinung war.“
‚I have always wanted to be a dancer with the Bolshoi. I know I could do it. I know I'd be good at it. The tragedy is that no-one else agrees with me.‘

### Leiter des University College Oxford
1976 wurde Baron Goodman Nachfolger von John Redcliffe-Maud, Baron Redcliffe-Maud als Leiter (Master) des University College der University of Oxford und übte diese Funktion bis zu seiner Ablösung durch Kingman Brewster, Jr. zehn Jahre lang bis
1986 aus. Durch seine unzähligen Beziehungen gelang ihm in dieser Zeit der Bau einiger neuer Gebäude sowie die Berufung mehrerer neuer Fellows.
Als die Verhandlungen zum Camp-David-Abkommen zur Lösung des Nahostkonfliktes 1978 zu scheitern drohten, wurde Baron Goodman nach Paris entsandt, um mit dem ägyptischen Präsidenten Anwar as-Sadat zu verhandeln. Später gehörte er auch zu den Beratern des Prince of Wales bei dessen Problemen während der Ehe mit Diana Spencer.
Auch nach seinem Ausscheiden aus dem Arts Council hatte er maßgeblich Einfluss auf das künstlerische Leben und trug unter anderem dazu bei, dass die Sommerkonzertreihe Proms 1980 nicht am Streik der Musiker scheiterte. In den 1980er Jahren war er auch Vorsitzender des Rates für karitative Unterstützung (Council for Charitable Support).
Ferner engagierte sich Baron Goodman als Präsident des Instituts für jüdische Angelegenheiten (Institute of Jewish Affairs) sowie sowohl Vorsitzender der Union der Union der liberalen und fortschrittlichen Synagogen (Union of Liberal & Progressive Synagogues) als auch des Jewish Chronicle Trust zwischen 1970 und 1995.

## Veröffentlichungen
- Report of Speeches by Lord Goodman, 1971
- Not for the Record: Selected Speeches and Writings, Quality Book Club, 1973
- How Much Paternalism?, University of Essex, 1977
- Tell Them I’m On My Way, Memoiren, 1993

## Hintergrundliteratur
- David Pountney, John Mortimer: Gala Tribute for Lord Goodman CH, 1986